# 16997 Ґаррона
16997 Ґаррона (16997 Garrone) — астероїд головного поясу, відкритий 10 лютого 1999 року.
Тіссеранів параметр щодо Юпітера — 3,596.